# Witte Nejdek
WITTE Nejdek spol. s r.o., je firma působící v České republice. Vyrábí zámky, kliky a bezpečnostní systémy pro automobily.
Je součástí mezinárodní korporace Witte Automotive se sídlem v německém Velbertu. Své závody v ČR má v Nejdku a v Ostrově na Karlovarsku. V roce 2015 šlo o 55. největší českou firmu, s tržbami téměř 9 miliard korun ročně. Má též vlastní vývojové centrum na Západočeské univerzitě v Plzni.